# マルセル・トゥルニエ
マルセル・リュシアン・トゥルニエ（Marcel Lucien Tournier, 1879年6月5日 - 1951年5月12日）は、フランスのハープ奏者・作曲家・音楽教師。

## 経歴
パリ音楽院でアルフォンス・アッセルマンに師事し、1912年にアッセルマンが急逝すると、1948年までその後任教授を務め、2世代にわたって重要なハープ奏者を育て上げた。トゥルニエの門人はフランス国内ばかりでなく、欧州諸国や米国、日本にまで広がっている。
ハープの演奏技巧や和声的な可能性を最大限に引き出した、数々の重要なハープ独奏曲を作曲した。トゥルニエ作品は演奏会や録音で定期的に取り上げられ、しばしばコンクールの課題曲に選ばれている。作曲数は数多く、数十曲のハープ独奏曲のほか、ハープを目立たせた数々の室内楽や、ピアノと管弦楽のための作品も若干残した。1909年にはローマ賞の二等賞を獲得している。
1912年から1933年までパリ音楽院でクロマティック・ハープを教えたルネー・レナール（1889年-1971年、Renée Lénars-Tournier ）と1922年に結婚している。